# Neolamprologus leleupi
Neolamprologus leleupi es una especie de peces de la familia Cichlidae en el orden de los Perciformes.

Los machos pueden llegar a alcanzar entre 10 y 11 cm y de 8 a 9 cm para las hembras.

## Distribución geográfica
Es un endemismo del sur del lago Tanganika (África Oriental).